# Wilhelm Lenhard
Martin Konrad Wilhelm Lenhard (* 30. September 1891 in Büdingen; † 14. Februar 1953 in Weilburg) war ein deutscher Ministerialbeamter und Minister der Sächsischen Landesregierung.

## Leben und Wirken
Er war der Sohn des Barbiers Wilhelm Lenhard aus Büdingen und dessen Ehefrau Johanna geborene Scheid. Nach dem Schulbesuch studierte er und promovierte 1917 an der Universität Gießen zum Dr. phil. Am Ende des Ersten Weltkrieges 1918 war er Abteilungsleiter beim sächsischen Landeskulturrat in Dresden. Er wurde Direktor der Landwirtschaftskammer für den Freistaat Sachsen und nach Erlass des Gesetzes zur Wiederherstellung des Berufsbeamtentums von 1933 aufgrund von § 4 aus dem Staatsdienst entlassen.
Als Parteiloser war Lenhard nach dem Kriegsende 1945 kurzzeitig Vizepräsident der Landesverwaltung Sachsen mit dem Ressort Landwirtschaft, Handel und Versorgung. Da er am 5. September 1945 schriftlich bei Rudolf Friedrichs dagegen protestiert hatte, dass die durch die Bodenreform enteignete Größe der Güter von ursprünglich 200 auf 100 Hektar reduziert wurde, wurde er von seinem Ministerposten verdrängt und zum für die Forstwirtschaft zuständigen Ministerialdirektor degradiert. Sein Nachfolger als Minister wurde Walter Gäbler.
Später verließ Lenhard die Sowjetische Besatzungszone und ließ sich in Hessen nieder. Er starb 1953 im Städtischen Krankenhaus Weilburg.

## Schriften (Auswahl)
- Drillweite und Saatmenge bei Sommerhalmfrucht (Dissertation). Gießen, 1917.
- Neuzeitliche Schafhaltung nach wirtschaftlichen und technischen Gesichtspunkten. 6 Vorträge. Dresden 1919.
- Die wichtigsten Gesichtspunkte bei der handelsüblichen Taxation der Schurwolle. In: Schafzucht Jg. 8, H. 3, S. 63 ff.
- Sächsische Bauern als Ostsiedler. In: Sächsischer Bauernkalender. 1933, S. 80–83.